# Domenico Consolini
Domenico Consolini (Senigallia, 7 giugno 1806 – Roma, 20 dicembre 1884) è stato un cardinale italiano.
Appartenente ad una nobile famiglia marchionale di Senigallia, era il quarto figlio del marchese Tommaso Consolini e della moglie, Angela Grapelli.

## Biografia
Compì i suoi studi iniziali a Senigallia e successivamente alla Pontificia Accademia Ecclesiastica di Roma.
Non fu mai ordinato sacerdote, tuttavia il 20 dicembre 1832 ricevette gli ordini sacri minori: fu l'ultimo cattolico nella storia a ricevere tali ordini senza essere stato prima consacrato presbitero.
Fu dapprima prelato domestico di Sua Santità, quindi relatore della Sacra Congregazione del Buon Governo e poi prelato aggiunto nella Sacra Congregazione del Concilio. Dal 1835 al 1837 fu delegato apostolico a Camerino, quindi dal 1838 al 1842 a Fermo.
Papa Pio IX lo elevò al rango di cardinale nel concistoro del 22 giugno 1866 con il titolo di cardinale diacono di Santa Maria in Domnica. Dal 1874 al 1884 fu cardinale presidente (responsabile) del Pontificio seminario romano dei santi apostoli Pietro e Paolo per le missioni estere.
Partecipò al Concilio Vaticano I ed al conclave del 1878 che elesse papa Leone XIII.
Fu per pochi mesi, l'anno in cui morì, camerlengo della Chiesa cattolica.
Morì all'età di 78 anni: la sua salma fu inizialmente tumulata nel cimitero del Verano in Roma e successivamente una sua nipote ne fece traslare le ossa nel cimitero delle Grazie a Senigallia.